# Flight Director

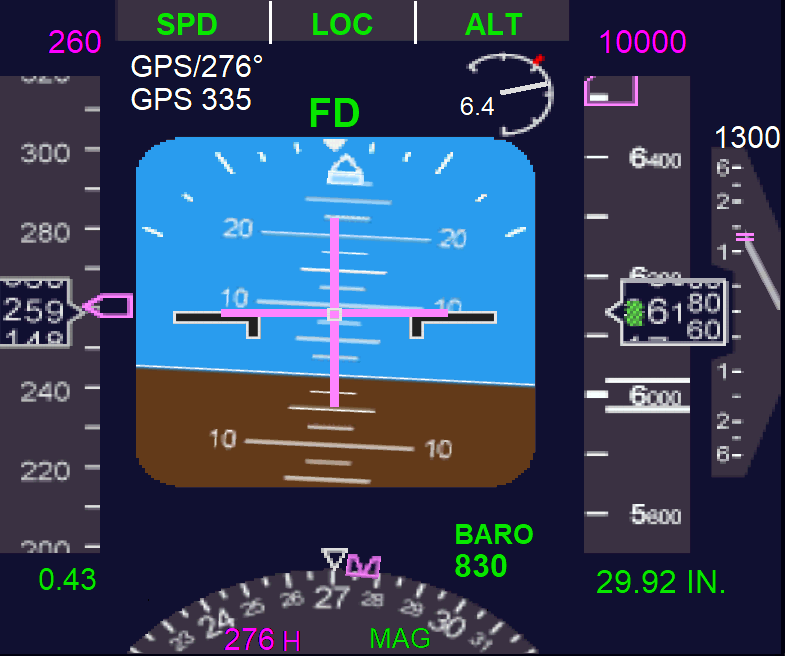
Fluglageanzeiger mit FD

Ein Flight Director, kurz FD, ist eine „Hilfestellung“ für den Piloten eines Flugzeuges, eine grafische Markierung im Fluglageanzeiger und eine Datenquelle.
Der Name Flight Director kommt von englisch flight (Flug) und englisch director (Sollwertgeber im technischen Englisch), wörtlich also etwa Flugwertegeber. Er wird als Symbol (abhängig vom Flugzeugtyp) im Fluglageanzeiger dargestellt und soll dem Piloten helfen, Kurs und Richtung beizubehalten. Der Flight Director kann als Wertegeber für den Autopiloten (AP) dienen; falls der Autopilot aktiviert wird, orientiert er sich entweder an den eingegebenen Werten (Kursangaben, Geschwindigkeitseinstellungen usw.), wenn solche Werte beziehungsweise Einstellungen nicht vorhanden sind, richtet sich der Autopilot nach dem Flight Director.

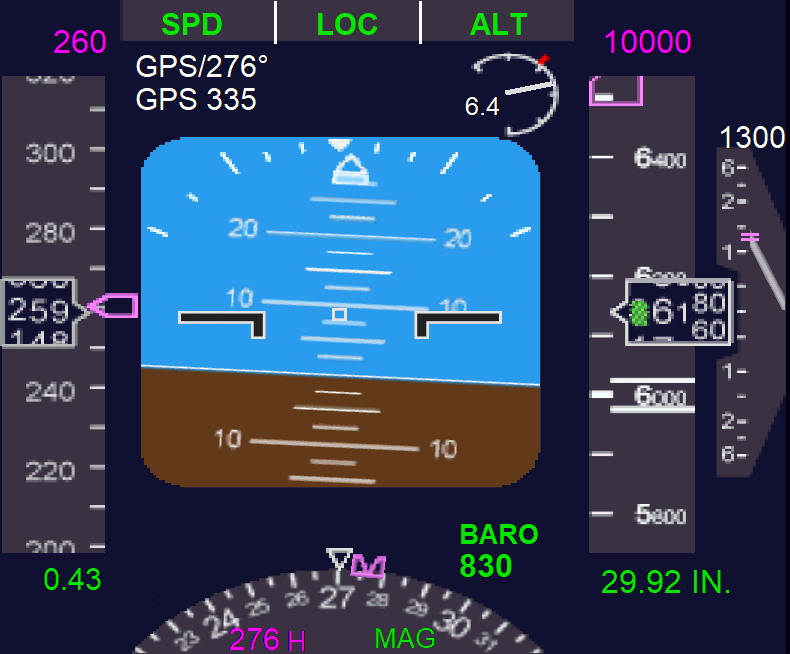
Fluglageanzeiger ohne FD

Wenn der Pilot den Flight Director aktiviert, symbolisiert das Zeichen den gewählten Kurs; falls zusätzlich der AP eingeschaltet wird, richtet er sich nach diesem aus und verfolgt ihn weiter (sofern dies möglich ist).